# یواس‌ان‌اس پیکس (تی-ای‌او-۱۹۷)
یواس‌ان‌اس پیکس (تی-ای‌او-۱۹۷) (به انگلیسی: USNS Pecos (T-AO-197)) یک کشتی به طول ۶۷۷ فوت (۲۰۶ متر) است. این کشتی در سال ۱۹۸۹ ساخته شد.